# Charles-Simon Favart

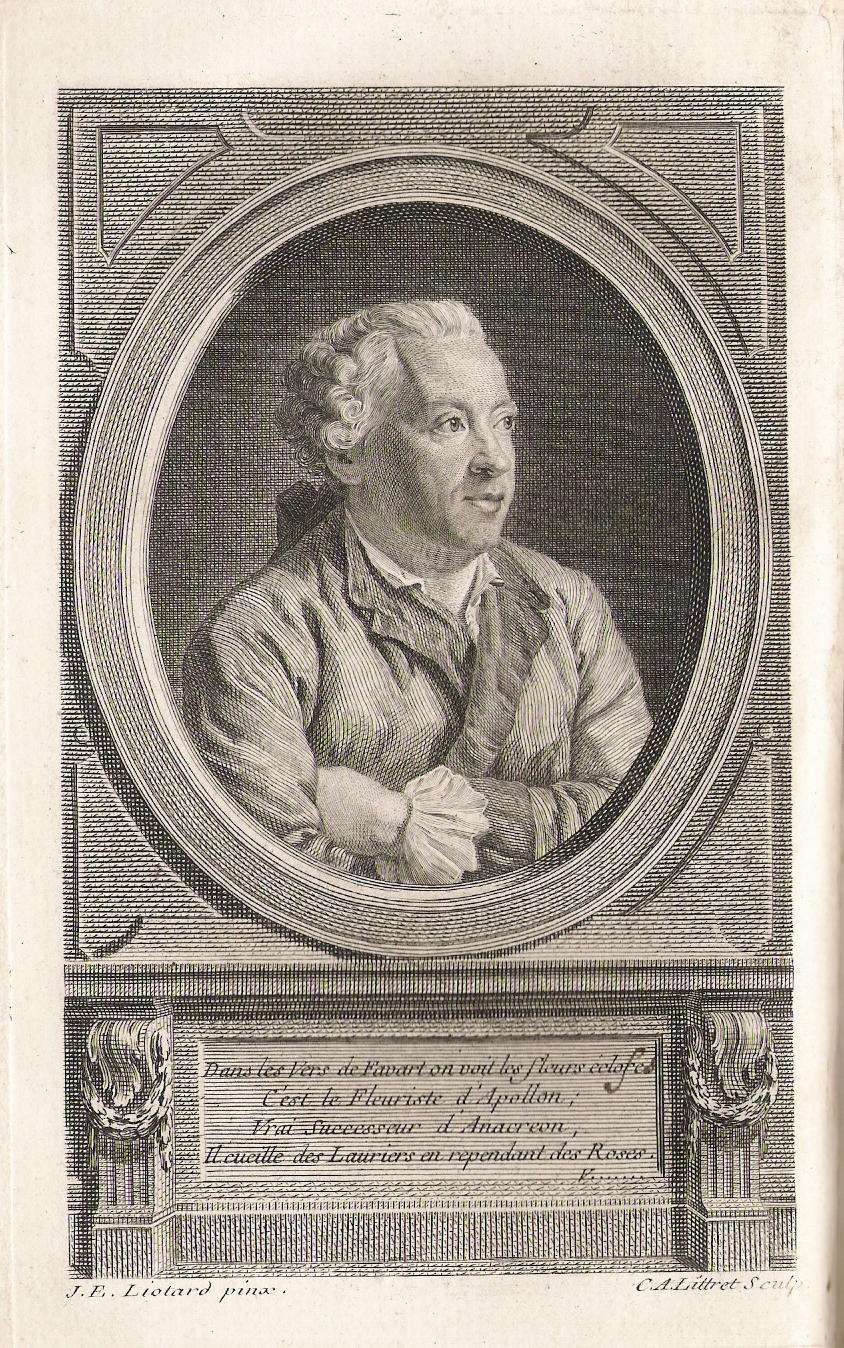
Charles-Simon Favart
(frontispicio del Théâtre de M. Favart, v. I, 1763).
Grabado de Claude-Antoine Littret de Montigny según un retrato de Jean-Étienne Liotard

Charles-Simon Favart (París, 13 de noviembre de 1710-París, 12 de mayo de 1792) fue un dramaturgo francés muy conocido por sus «opéras-comiques».

## Biografía
Miembro de una familia originaria de Reims, hijo de un pastelero de renombre y de la hija de un granjero de Goussainville, Favart hizo sus estudios en el Collège Louis-le-Grand y perdió a su padre muy joven. Debió entonces, no sin avergonzarse, retomar la tienda familiar, renombrada por sus tartas, aunque a la vez comenzó a componer poemas. Uno de ellos, titulado La France délivrée par la pucelle d'Orléans, sobre Juana de Arco, le valió la «Violeta de plata» de los Jeux floraux. Su primera pieza, Polichinelle comte de Paonfier (1732), parodia del Glorieux de Destouches, fue interpretada anónimamente en un teatro de marionetas.
Se puso entonces a escribir piezas de vaudevilles –es decir, mezcladas con canciones– de la que una, Les Deux Jumelles, representada en la Opéra-Comique en 1734, tuvo un éxito considerable gracias en particular a esta copla:

Le monde est plein de tricheries:

Les courtisans,

Par mille discours séduisants,

Savent cacher leurs fourberies ;

Par les amis, les amis sont dupés.

Craignons les serments des coquettes,

Et la pudeur des plus simples fillettes:

Les plus fins y sont trompés.
El mundo está lleno de trampas:

Las cortesanas,

Por mil discursos seductores,

Saben esconder sus engaños;

Para los amigos, los amigos son ingenuos.

Temamos los juramentos de las coquetas,

Y el pudor de las más simples chiquillas:

Los más selectos caen en ello.

Después de este éxito, Favart dio en el teatro una veintena de piezas, todas anónimas. No se decidió a darse a conocer hasta el estreno de la obra La Chercheuse d'esprit (1741), verdadera obra maestra del género, que conoció un verdadero triunfo con más de 200 representaciones.
Favart fue nombrado regidor («régisseur») de la «Opéra-Comique» en 1743. Fue allí donde encontró a una muy bella y joven bailarina, cantante y actriz, Justine Duronceray, llamada Mlle. de Chantilly, que había tenido un exitoso debut el año anterior y que llegará a ser su esposa el 12 de diciembre de 1745 y conocerá la celebridad bajo el nombre de Mme. Favart. Con la unión de ambos talentos y con su trabajo, la «Opéra-Comique» se elevó a una altura de tal éxito que despertó los celos de los Comédiens-Français, que consiguieron cerrar el teatro en junio de 1745, dejando a Favart sin recursos. 
El mariscal Maurice de Saxe le encargó entonces, a principios de 1746, dirigir la troupe ambulante de comediantes que hacía seguir a su ejército en su campaña de Flandes: «Ne croyez pas, éctivait le maréchal à Favart au sujet de cette troupe, que je la regarde comme un simple objet d'amusement, elle entre dans mes vues politiques et dans le plan de mes opérations militaires.» Favart permaneció durante cinco años al servicio del mariscal de Saxe e hizo para el ejército numerosos impromptus que entretenían el ardor guerrero de los soldados. 
Favart dirigió la Théâtre de la Monnaie en Bruselas, de 1746 a 1748. Con óperas cómicas como Les Nymphes de Diane (1747), Cythère assiégée y Acajou (1748), Favart y su troupe, en especial su mujer, obtuvieron un éxito esplendoroso y se hicieron muy populares, hasta tal punto que incluso los enemigos reclamaban a los actores los días en que no actuaban para los franceses. Deseosos de ver sus obras y contratar sus servicios, lograron que se les concediera el permiso para satisfacerlos, y los Favarts alternaron batallas y comedias, de este modo, curiosamente, con unos y otros contendientes.
Madame Favart se convirtió en amante del mariscal, pero al poco se sintió obligada a huir para escapar de su asedio. Maurice de Saxe volvió su despecho contra el marido, que, para escapar a las «Lettre de cachet» (orden de arresto) emitida contra el, fue a esconderse en una villa de los alrededores de Estrasburgo donde vivió pendiente de los sucesos, mientras su mujer estaba secuestrada.
Favart pudo salir de su retiro a la muerte del mariscal en 1750, comentando su desgracia en estos términos:

Qu'on parle bien ou mal du fameux maréchal,

Ma prose ni mes vers n'en diront jamais rien:

Il m'a fait trop de bien pour en dire du mal;

Il m'a fait trop de mal pour en dire du bien.
Que se hable bien o mal del famoso mariscal,

Mi prosa ni mis versos jamas dirán nada de ello:

Me hizo demasiado bien para decir nada malo;

Me hizo demasiado mal para decir nada bueno.

Los Favart regresaron entonces a París y conocieron un enorme éxito. M. Favart dio en el Théâtre-Italien una serie de piezas como Bastien et Bastienne, Ninette à la Cour (1757), Les Trois Sultanes (1761), Annette et Lubin (1762) y La Fée Urgèle (1765). Varias de estas obras fueron escritas con el Claude-Henri de Fusée de Voisenon, abad de Voisenon, con quien el autor estaba muy unido y que pasaba, escrito por Léon Gozlan, «por hacer las comedias y los hijos de los Favarts» («pour faire les comédies et les enfants de Favart»). Se le debe principalmente Les Amours de Bastien et Bastienne, La Fête d'amour y la célebre Annette et Lubin. 
En 1758, Favart tomó la dirección de la «Opéra-Comique», que había sido restablecida en 1752, y obra a su provecho la fusión de este teatro con la «Comédie-Italienne» en 1762. Autor quasi-oficial, escribió a menudo por encargo, componiendo por ejemplo L'Anglais à Bordeaux (1763), única de entre sus obras destinada a la Comédie-Française, con ocasión de la conclusión de la paz con Inglaterra.
La muerte de su mujer en 1772 le sumergió en el abatimiento y dejó de escribir, aunque sobrevivió a su mujer casi veinte años. Murió en su casa de Belleville en 1792, largamente olvidado, a la edad de ochenta y dos años.
Sus obras se han reeditado en varias ediciones y selecciones (1763-1772, 12 volúmenes; 1810, 3 volúmenes, como Théâtre choisi; 1813; 1853). Su correspondencia (1759-63) con el conde Durazzo, director de los teatros de Viena, fue publicada en 1808, por su nieto, como Mémoires et correspondance littéraire, dramatique et anecdotique de CS Favart. Proporciona información valiosa sobre el mundo literario y teatral en el siglo XVIII.
Favart y su esposa aparecieron como personajes de ficción en una «opéra comique» de Offenbach, Madame Favart (1878).
El segundo hijo de los Favart, Charles Nicolas Favart, fue un actor y dramaturgo.

## Obra
Una sesentena de casi las 150 piezas que compuso (comedias y «opéras-comiques» en su mayoría) aparecieron mientras vivía, en 10 volúmenes, con el titulo de Théâtre de M. Favart, París, Duchesne (después Veuve Duchesne), 1763-72. El volumen 5 contiene las piezas compuestas por Mme. Favart.
Sus obras están llenas de espíritu, alegría y delicadeza. Son de destacar las siguientes:
- 1732 - Polichinelle comte de Paonfier.
- 1734 - Les Deux Jumelles.
- 1735 - La Foire de Bezons.
- 1738 - Le Bal bourgeois.
- 1739 - Moulinet premier, parodia.
- 1740 - La Servante justifiée.
- 1741 - La Chercheuse d'esprit, opéra-comique.
- 1741 - La Fête de Saint-Cloud.
- 1742 - Le Prix de Cyhtère, opéra-comique.
- 1742 - Hippolyte et Aricie, parodie.
- 1743 - Le Coq de village, opéra-comique.
- 1744 - Acajou, opéra-comique.
- 1744 - Le Bal se Strasbourg, ballet.
- 1745 - Les Vendanges de Tempé.
- 1745 - Les Nymphes de Diane.
- 1747 - Les Amours grivois.
- 1748 - Cythère assiégée.
- 1750 - Zéphire et Fleurette.
- 1751 - Les Indes dansantes, parodia des Les Indes galantes (1735), de Jean-Philippe Rameau.
- 1753 - Raton et Rosette.
- 1753 - Les Amours de Bastien et Bastienne, parodia de Le Devin du village (1752), de Jean-Jacques Rousseau.
- 1757 - Ninette à la cour, opéra-comique.
- 1761 - Les Trois Sultanes ou Soliman Second.
- 1762 - Annette et Lubin, opéra-comique.
- 1763 - L'Anglais à Bordeaux.
- 1765 - La Fée Urgèle ou Ce qui plaît aux dames, opéra-comique.
- 1769 - La Rosière de Salency, opéra-comique.
- 1773 - La Belle Arsène, opéra-comique.